# Damien Plessis
Damien Plessis, född 5 mars 1988 i Neuville-aux-Bois, är en fransk fotbollsspelare. Plessis spelar som mittback eller defensiv mittfältare, och började sin karriär i Lyon.

## Klubbkarriär

### Liverpool
Den 31 augusti 2007, den sista dagen på transferfönstret, skrev Plessis på ett treårskontrakt med Liverpool FC och spelade inledningsvis i klubbens reservlag. Han debuterade i a-laget den 5 april 2008 i en bortamatch mot Arsenal som slutade 1-1. Plessis, som lånade tröja nummer 47 för matchen, fick inför säsongen 2008/2009 tröjnummer 28 som ett tecken på hans deltagande i a-laget. Han gjorde sitt första mål för klubben i en Carling Cup-match mot Tottenham Hotspur den 12 november 2008.
Efter att ha spelat åtta matcher och gjort ett mål för Liverpool meddelade klubben den 31 augusti 2010 att man sålt Plessis till den grekiska klubben Panathinaikos FC.

### Örebro SK
Den 3 mars 2017 skrev Plessis på ett tvåårskontrakt med Örebro SK.
Det blev ingen lång vistelse för Plessis i Örebro. Tvåårskontraktet som skrevs på i mars hade en klausul som gjorde det möjligt för Örebro att avsluta kontraktet efter redan ett år. Plessis blev dock inte ens kvar säsongen ut utan fick lämna redan den 15 september.
När Plessis kom till klubben fanns stora förväntningar på den välmeriterade spelaren. Plessis lyckades dock inte spela in sig i startelvan utan fick framför allt kämpa för att få några kortare inhopp.

## Landslagskarriär
Plessis deltog i Frankrikes U19-lag, tillsammans med bland andra Liverpoolspelaren David N'Gog, i U19-EM 2007, Frankrike blev utslagna av Spanien i semifinalen.